# Sérvulo Gutiérrez
Sérvulo Gutiérrez Alarcón (Ica, 20 de febrero de 1914-Lima, 21 de julio de 1961) fue un pintor, boxeador, y poeta peruano. Artista de compleja personalidad, cultivó un expresionismo con tanta fuerza, destreza y singularidad, que es considerado el pintor peruano más representativo de su generación.

## Biografía
Sérvulo Gutiérrez nació en la ciudad de Ica en 1914. Sus padres, Daniel Gutiérrez Fernández y Lucila Alarcón Valverde, tuvieron 17 hijos y estuvieron dedicados a la artesanía y la restauración artística.
Ante el fallecimiento de su madre, se traslada a la casa de su hermano mayor ubicada en el jirón Trujillo 228 en el distrito del Rímac, en Lima. Desde temprana edad trabajó en diversos oficios, como, por ejemplo, mozo de restaurante y peón en la construcción de la carretera Pisco-Castrovirreyna. Se dedicó también a fabricar huacos, con tal habilidad y maestría que muchos expertos llegaron a considerarlos auténticos. Ante la confusión, el propio Sérvulo declararía públicamente su autoría. También actuó en el boxeo, llegando a ser campeón nacional de peso gallo. Incluido en el equipo peruano de este deporte. En 1935 participó en el campeonato sudamericano efectuado en Córdoba, Argentina y resultó subcampeón en su categoría.
Atraído ya por la pintura y con el deseo de perfeccionar sus conocimientos, permaneció en Buenos Aires y trabajó durante varios años al lado de Emilio Pettoruti. En Buenos Aires se casó con Zulema Palomieri y tuvo una hija, Lucy.
Luego se dirigió a París (1938-1940), donde estudió libremente pintura y escultura. Al estallar la Segunda Guerra Mundial, volvió a Buenos Aires, repatriado. Fue entonces cuando conoció a Claudine Fitte, uno de sus grandes amores. Con ella retornó –vía terrestre– a Lima a fines de 1940, donde continuó dedicado al arte y también a la bohemia. 
Con motivo de celebrarse el cuarto centenario del descubrimiento del río Amazonas se realizó, en 1942, una exposición amazónica en la que obtuvo el primer premio con unas esculturas que representan a las “amazonas” como arqueras. Ellas se encuentran ahora en el Museo de Historia Natural Javier Prado, de la Universidad Nacional Mayor de San Marcos. Por ese tiempo pintó su famoso cuadro “Los Andes”, para muchos su obra maestra. Posteriormente, expuso varias escenas de la naturaleza iqueña en la entonces Galería de Lima. Aparecen en sus paisajes, el desierto de Ica con sus lagunas, pantanos y huarangos. Como pintor rechazó las pautas académicas y las modas informalistas.
En sus últimos años destacan sus cuadros sobre el Cristo de Luren y Santa Rosa de Lima. Una de las variantes de su pintura dedicada a la santa limeña la realizó en el muro de un bar. Falleció de una afección hepática en 1961, en Lima.
Sérvulo Gutiérrez, también cultivó la poesía ocasionalmente; muchos de sus poemas están dedicados a Ica, su tierra natal.

## Características
Sérvulo practicó un expresionismo muy original, de rico y espontáneo colorido. A través de sus diversas épocas se pueden apreciar notables cambios estructurales y temáticos.
De 1942 a 1946, tras retornar de París, realizó una pintura expresionista monumental, caracterizada por un limpio y preciso delineado de figuras recias de gran volumen, con ciertos toques de tipo indigenista, sin duda inspirado en el amor a su patria a la que retornaba tras larga ausencia, así como influenciado por la corriente entonces en boga, el indigenismo.
Entre los años 1946 a 1954, su pintura se tornó más violenta. Se expresa con gruesos y arrebatados trazos, en rojo, verde, azul y negro, en solitarios y cálidos paisajes donde el guarango iqueño es el protagonista central. Se muestra así como un precursor de la estética libre y fuerte, no tan conocida por entonces en nuestro medio.
De 1955 hasta su muerte, su pintura se tornó mística, como presintiendo su final. El rostro ensangrentado del Señor de Luren, así como algunas imágenes de Santa Rosa de Lima son muestras representativas de esta temática. Su forma expresiva progresó en libertad, en soltura, en subjetividad y en fuerza.
El pintor y crítico Juan Manuel Ugarte Eléspuru, consideraba que Sérvulo Gutiérrez:

“[…] era en verdad un autodidacto, y fue, por encima de todas las circunstancias, un puro intuitivo; sin lugar a dudas la personalidad más singular que ha producido nuestra pintura en los últimos 30 años”.
Juan Manuel Ugarte Elespuru#GGC11C

El pintor Teodoro Núñez Ureta sostuvo que en el expresionismo de Sérvulo, el color toma

“el mando de su forma y ésta se desdibuja, se estremece, vibra y ondula al unísono de su pinceleo rápido, preciso, espontáneo, repentista e instintivo. Sus trazos son febriles, dislocados, caligráficos, de un lenguaje plástico de gramática particular, en la que se atropellan todas las normas de la lógica y se imponen las de un orden propio, instintivo, iluminado”.
Teodoro Núñez Ureta#GGC11C

Sobre el conjunto de su obra artística ha escrito Luis Eduardo Wulfarden:

“Sin precedentes ni seguidores, el desarrollo individual de Sérvulo Gutiérrez constituye uno de los más singulares e intensos de la cultura peruana en el siglo XX”.
Luis Eduardo Wulfarden#GGC11C